# Philonomon luminans
Philonomon luminans là một loài chuồn chuồn ngô thuộc họ Libellulidae. Loài này có ở Kenya, Malawi, Tanzania, Uganda, và có thể cả Burundi. Các môi trường sống tự nhiên của chúng là xavan khô, xavan ẩm, vùng đất có cây bụi nhiệt đới hoặc cận nhiệt đới, vùng cây bụi ẩm khu vực nhiệt đới hoặc cận nhiệt đới, đất ngập nước với cây bụi là chủ yếu, đầm lầy, đầm nước ngọt, và đầm nước ngọt có nước theo mùa.